# Le Locle
Le Locle ist eine politische Gemeinde im Kanton Neuenburg in der Schweiz. Die Industriestadt gilt als Wiege der schweizerischen Uhrmacherei. Ende Juni 2009 wurde Le Locle zusammen mit La Chaux-de-Fonds zum UNESCO-Welterbe erklärt.

## Geographie

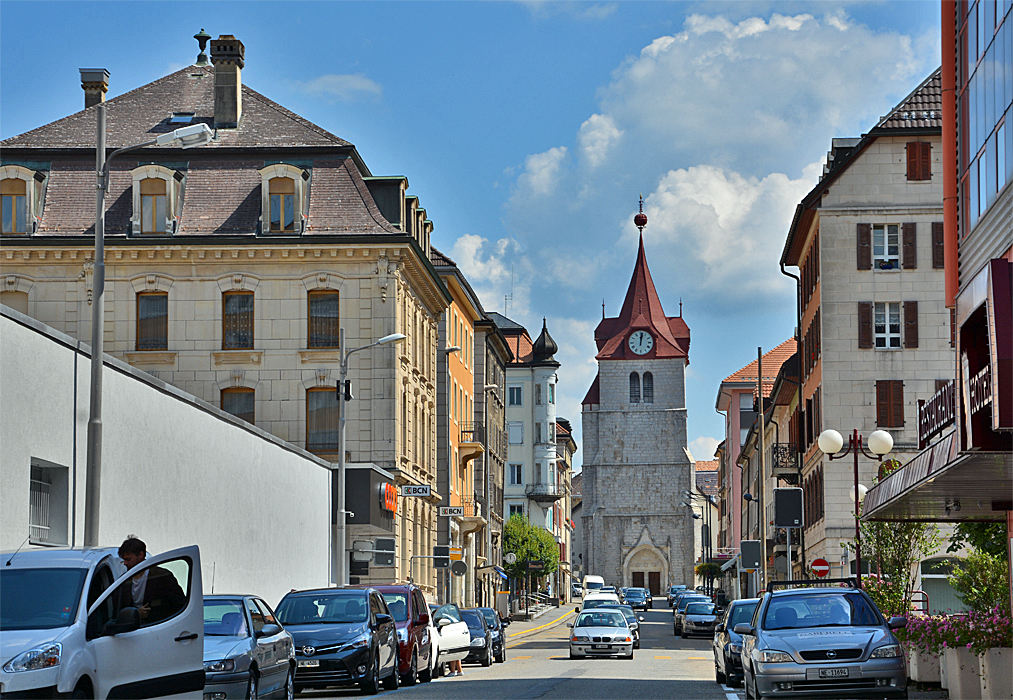
Die Rue de France, nach Feierabend bislang dicht von Grenzgängern befahren

Le Locle liegt auf 920 m ü. M., 8 km südwestlich von La Chaux-de-Fonds (Luftlinie), nahe der Grenze zu Frankreich. Die Industriestadt erstreckt sich in einem engen, vom Bach Bied entwässerten Hochtal im Neuenburger Jura, zwischen den Höhen von Grand Som Martel im Süden und Pouillerel im Norden.
Die Fläche des 23,13 km² grossen Gemeindegebiets umfasst einen Abschnitt im Neuenburger Jura. Im zentralen Bereich des Gemeindeareals befindet sich die Synklinale von Le Locle, ein abgeschlossenes Hochtal, das gemäss der Streichrichtung des Juras in diesem Gebiet in Richtung Südwest-Nordost orientiert ist. Von Süden her münden mehrere kurze Seitentäler in dieses Hochtal, darunter die Combe Girard. Entwässert wird das Tal durch den Bied, der im Bereich von Le Locle eingedolt ist, nach Westen zum Doubs. Er versickerte vor dem Col des Roches. Da dieser Versickerungstrichter grössere Wassermengen während der Schneeschmelze und langer Regenperioden nicht aufzunehmen vermochte, wurde früher bei solchen Ereignissen oftmals der ganze Talboden überschwemmt. Mit dem Durchschlag eines künstlichen Tunnels unter dem Col des Roches wurde 1805 die Überschwemmungsgefahr weitgehend gebannt.
Nach Norden erstreckt sich der Gemeindeboden über die Höhe von Les Monts in die Combe de Monterban und auf den breiten, teils bewaldeten, teils mit Weiden bestandenen Kamm des Pouillerel (bis 1257 m ü. M.), der das Hochtal von Le Locle vom Doubstal trennt. Im Osten reicht das Gebiet bis auf die topographische Wasserscheide zwischen Le Locle und La Chaux-de-Fonds. Im Süden und Südwesten bilden die Antiklinale des Grand Som Martel und die Höhe bei Prévoux die Abgrenzung. Mit 1320 m ü. M. wird nördlich des Gipfels des Grand Som Martel der höchste Punkt von Le Locle erreicht. Von der Gemeindefläche entfielen 1997 16 % auf Siedlungen, 30 % auf Wald und Gehölze und 53 % auf Landwirtschaft; etwas weniger als 1 % war unproduktives Land.
Zu Le Locle gehören die Ortsteile und ehemaligen Weiler La Jaluse (949 m ü. M.), Les Jeannerets und Les Petits Monts (1020 m ü. M.), das Industriequartier Les Billodes im Westen der Stadt, ein Teil der Siedlung Le Prévoux (1077 m ü. M.) auf der Höhe südwestlich des Talkessels sowie verschiedene kleine Siedlungen und zahlreiche, weit verstreut auf den Höhen liegende Einzelhöfe. Nachbargemeinden von Le Locle sind Les Planchettes, La Chaux-de-Fonds, La Sagne, Les Ponts-de-Martel, La Chaux-du-Milieu und Le Cerneux-Péquignot im Kanton Neuenburg sowie Villers-le-Lac im angrenzenden Frankreich.

## Bevölkerung
| Bevölkerungsentwicklung | Bevölkerungsentwicklung |
| Jahr                    | Einwohner               |
| ----------------------- | ----------------------- |
| 1750                    | 3'211                   |
| 1850                    | 8'514                   |
| 1900                    | 12'559                  |
| 1910                    | 12'722                  |
| 1930                    | 12'001                  |
| 1950                    | 11'979                  |
| 1960                    | 13'762                  |
| 1970                    | 14'452                  |
| 1980                    | 12'039                  |
| 1990                    | 11'313                  |
| 2000                    | 10'529                  |
| 2023                    | 10'875                  |

Mit 10'875 Einwohnern (Stand 31. Dezember 2023) ist Le Locle die drittgrösste Stadt des Kantons Neuenburg. Von den Bewohnern sind 88,0 % französischsprachig, 4,0 % italienischsprachig, und 1,9 % sprechen Deutsch (Stand 2000). Die Entwicklung der Bevölkerungszahl von Le Locle reflektiert die wirtschaftliche Situation im Hochtal des Juras. Ein erster Höhepunkt wurde um 1910 erreicht. In den folgenden zwei Jahrzehnten wurde ein leichter Rückgang verzeichnet, dem in den 1950er und 1960er Jahren wieder ein deutlicher Aufschwung folgte. Der Höchststand wurde 1967 erreicht, als Le Locle fast 15'000 Einwohner zählte. Die nachher einsetzende Wirtschaftskrise (insbesondere in der Uhrenindustrie) führte zu einer massiven Abwanderungswelle, die in verringertem Masse bis heute anhält. Seit 1967 hat die Bevölkerungszahl von Le Locle um über 30 % abgenommen.

## Wirtschaft

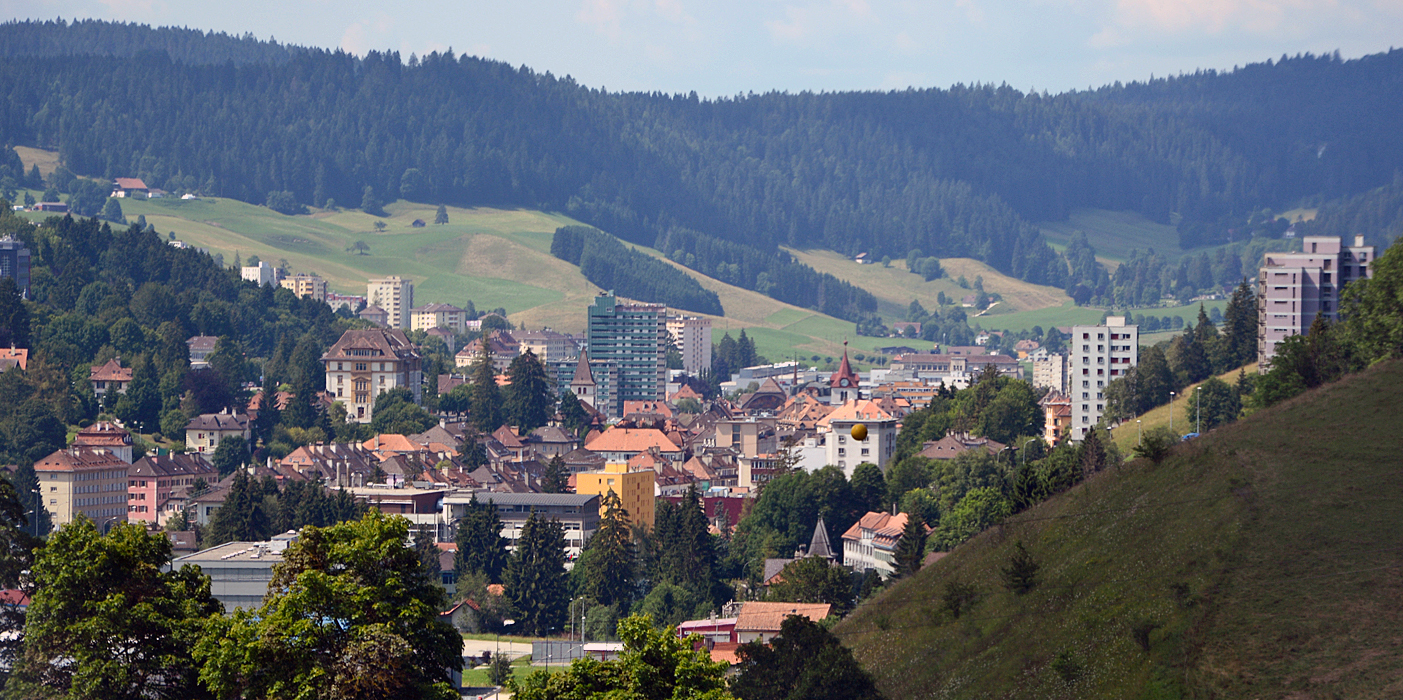
Blick auf Le Locle

Le Locle, 1932

Le Locle entwickelte sich im frühen 18. Jahrhundert vom Bauerndorf zur Industriegemeinde. Es gilt als Wiege der schweizerischen Uhrenindustrie, die ab 1705 hier ihren Anfang nahm. Auch die Spitzenmacherei hatte zu dieser Zeit eine wichtige Bedeutung im Neuenburger Jura. Während mehr als 250 Jahren war die Wirtschaft von Le Locle zur Hauptsache auf die Uhrenindustrie ausgerichtet, weswegen die Stadt von der Krise in dieser Branche ab 1970 besonders schwer getroffen wurde. Seither fand eine Diversifizierung der Industrie statt.
Heute bietet die Stadt rund 6200 Arbeitsplätze an. Mit 2 % der Erwerbstätigen, die noch im primären Sektor beschäftigt sind, hat die Landwirtschaft (vorwiegend Milchwirtschaft und Viehzucht) nur noch einen marginalen Stellenwert in der Erwerbsstruktur der Bevölkerung. Etwa 63 % der Erwerbstätigen sind im industriellen Sektor tätig, während der Dienstleistungssektor 35 % der Arbeitskräfte auf sich vereinigt (Stand 2001).
Noch immer hat die Uhrenindustrie mit Zulieferbetrieben eine gewisse Bedeutung in Le Locle. Hierbei sind insbesondere die Unternehmen Certina, Mido, Tissot, Ulysse Nardin, Zenith und Zodiak zu nennen. Daneben ist die Stadt Standort zahlreicher Firmen der Präzisionsmechanik (Herstellung chirurgischer Instrumente), der Mikromechanik und Mikroelektronik (Dixi Holding Le Locle). Auch die Informationstechnologie, der Maschinenbau, die Möbelindustrie, der Metallbau und die Kunststoff- und Plastikherstellung spielen eine wichtige Rolle. Bis 1992 war Le Locle auch für seine Schokoladenfabrik bekannt.

## Gesundheitswesen
Le Locle verfügt über ein öffentliches Spital. Es gehört zum Klinikverbund Hôpitaux neuchâtelois (französisch für: Neuenburger Krankenhäuser).

## Politik

### Legislative
Der Generalrat (conseil général) umfasst 41 Mitglieder. Die stärkste Partei ist die Partei der Arbeit. Mit 27 von 41 Mitgliedern stellen rot-grüne Politiker klar die Mehrheit der Abgeordneten. Le Locle wurde darum in einer Analyse der SonntagsZeitung im März 2012 zu jener Gemeinde erklärt, die bei den Schweizer Parlamentswahlen 2011 am linkesten gewählt hat.
- PdA: 12
- Grüne: 6
- SP: 6
- FDP: 17

Der Generalrat setzt sich folgendermassen zusammen:
| Partei                                         | 2004 | 2008 | 2012 | 2016 | 2020 |
| ---------------------------------------------- | ---- | ---- | ---- | ---- | ---- |
| Parti ouvrier et populaire (Partei der Arbeit) | 13   | 18   | 17   | 16   | 12   |
| FDP.Die Liberalen 1                            | 10   | 13   | 12   | 14   | 17   |
| Grüne                                          | 3    | 5    | 6    | 6    | 6    |
| Sozialdemokratische Partei                     | 10   | 5    | 5    | 5    | 6    |
| Christlichdemokratische Volkspartei            | –    | –    | 1    | –    | –    |
| Schweizerische Volkspartei                     | 5    | –    | –    | –    | –    |

Es gibt in Le Locle zusätzlich ein Jugendparlament.

### Exekutive
Der Stadtrat besteht aus fünf Mitgliedern. Stadtpräsidentin von Le Locle ist im Amtsjahr 2023/24 Sarah Favre-Bulle (FDP). Weitere Stadträte sind Michaël Berly (PdA), Cédric Dupraz (PdA), Philippe Rouault (Grüne) und Anthony Von Allmen (FDP) (Stand: Oktober 2023).

### Nationale Wahlen
Die Stimmenanteile der Parteien anlässlich der Nationalratswahl 2023 betrugen: PdA/Sol 23,6 % (−8,4 %), FDP 19,7 % (+1,4 %), SVP 18,8 % (+5,7 %), Grüne 12,4 % (−3,6 %), SP 16,5 % (+4,8 %), glp 4,3 % (−0,4 %), Mitte 3,1 % (−1,0 %), EVP 1,1 % (+1,1 %).

### Städtepartnerschaften
- Sidmouth, Devon, Grossbritannien
- Gérardmer, Frankreich

## Bildung
Neben den Stufen der obligatorischen Schulausbildung (Primarschulen, Sekundarschule) ist Le Locle Standort zweier bedeutender Berufsschulen. Das Centre interrégional de formation des Montagnes neuchâteloises (CIFOM) beherbergt die Technische Schule, die zusammen mit La Chaux-de-Fonds geführt wird (Hauptstandort in Le Locle). Die Ecole d’Ingénieurs de l’Arc Jurassien (EIAJ), eine kantonale Ingenieurschule, ist auf Ausbildung in den Bereichen Mikrotechnik, Maschinenbau, Elektrik und Informatik spezialisiert. Daneben gibt es ein Konservatorium und eine Sprachschule.

## Verkehr
Die Stadt ist verkehrsmässig gut erschlossen. Sie liegt an der Hauptstrasse von Neuenburg via La Chaux-de-Fonds und den Col des Roches nach Besançon. Mit der Eröffnung der Eisenbahnlinie von La Chaux-de-Fonds nach Le Locle wurde die Stadt am 2. Juli 1857 an das Eisenbahnnetz angeschlossen und der Bahnhof Le Locle errichtet. Die Fortsetzung dieser Linie nach Frankreich bis Besançon wurde 1884 durchgehend fertiggestellt. Am 1. September 1890 wurde auch die Schmalspurbahnlinie von Le Locle nach Les Brenets in Betrieb genommen. 
- 6 Neuchâtel – La Chaux-de-Fonds – Le Locle (transN)
- (Besançon-Viotte –) Morteau – Le Locle – La Chaux-de-Fonds (SNCF TER Franche-Comté)
- 20 La Chaux-de-Fonds – Le Crêt-du-Locle – Le Locle (transN)
- 24 Les Brenets – Le Locle (transN)

Für die Feinverteilung sorgen die von den Transports Régionaux Neuchâtelois (TRN) betriebenen Stadtbuslinien. Daneben gibt es eine Buslinie, die von Le Locle via Les Eplatures nach La Chaux-de-Fonds, und Postautos, die via Les Ponts-de-Martel nach Neuenburg sowie nach La Brévine und Couvet führen.

## Geschichte

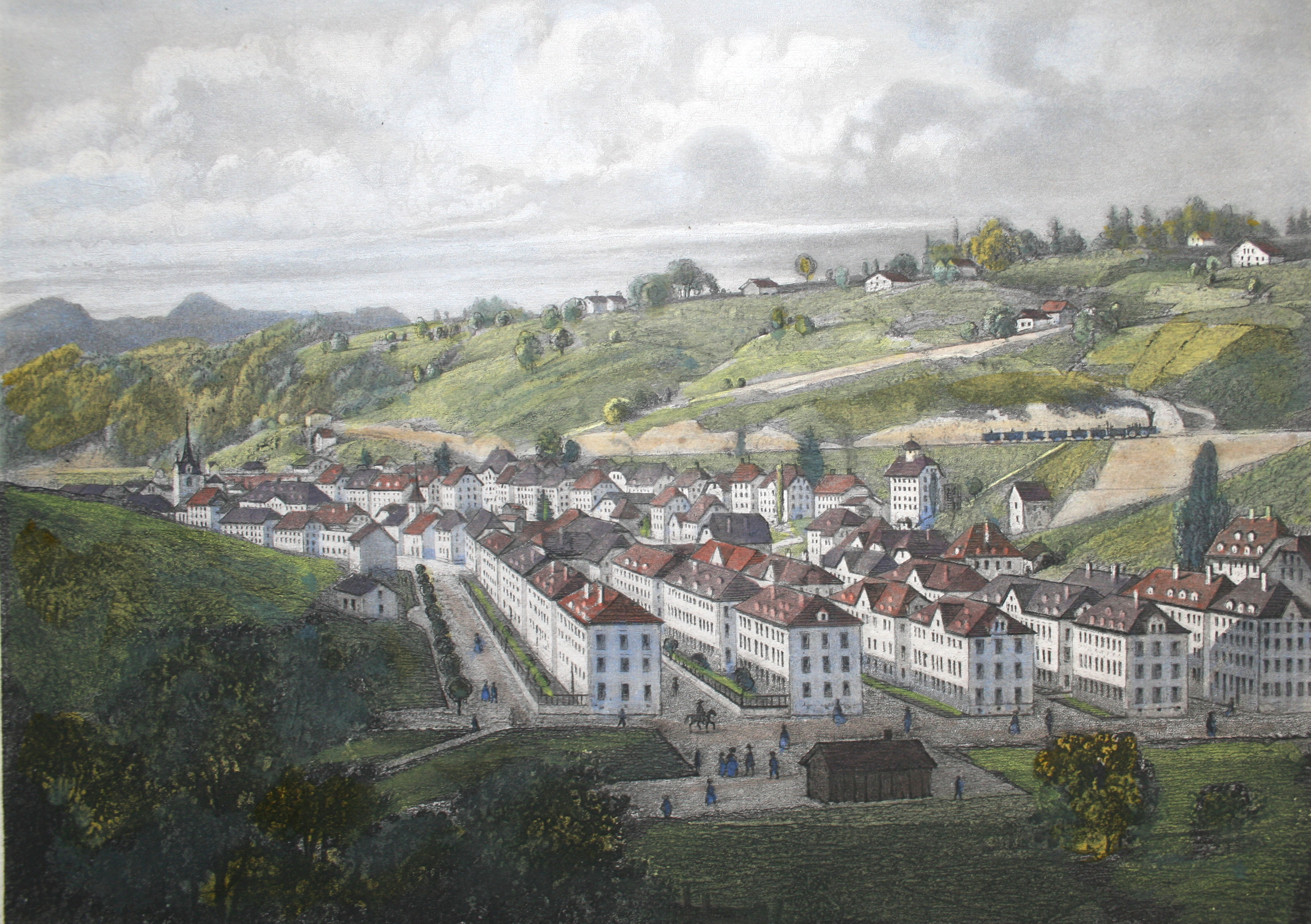
Le Locle um 1860

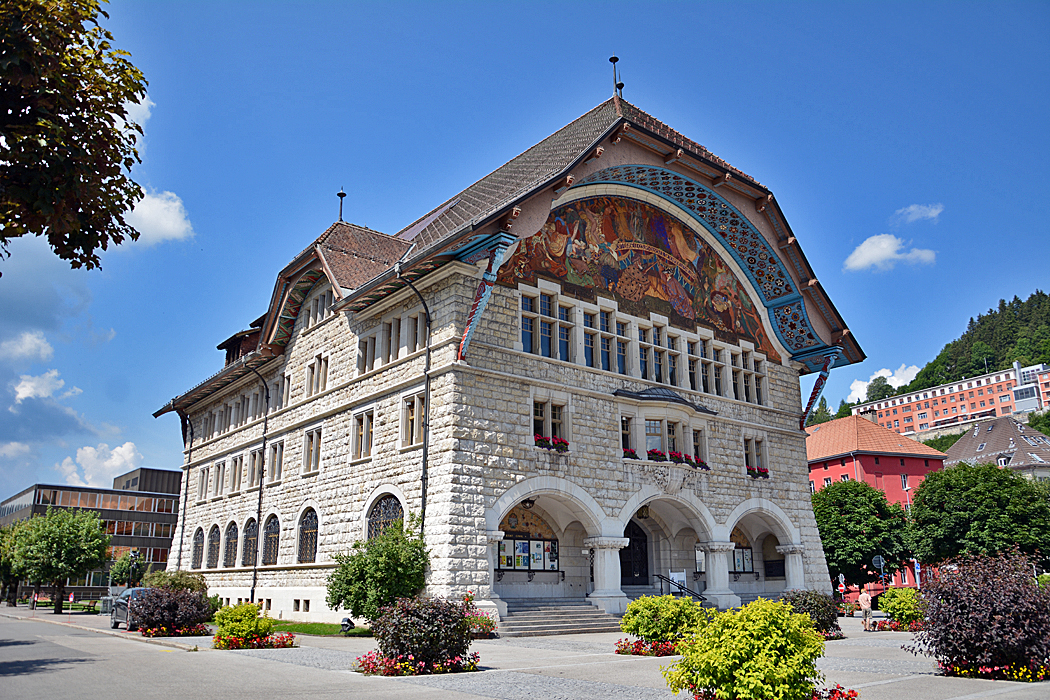
Rathaus – Hôtel de Ville

Das alte Wappen von Le Locle

Das neue Wappen von Le Locle

Früheste Zeugnisse der Anwesenheit des Menschen im Gebiet von Le Locle stammen aus dem späten Mesolithikum (um 6000 bis 5000 vor Christus). In einem Abri am Col des Roches wurden Keramikfragmente und Werkzeuge sowie Knochen gefunden. Aus der gesamten nachfolgenden Zeitperiode bis ins Mittelalter sind keine Funde bekannt.
Erstmals urkundlich erwähnt wurde der Ort um 1150 unter dem Namen Losculo. Später erschienen die Bezeichnungen Loclo (1350) und Loucle (1395). Wahrscheinlich geht der Ortsname auf das lateinische Wort occulus (Lichtung) zurück, wobei der Artikel assimiliert wurde.
Richtig urbar gemacht und besiedelt wurde die Gegend von Le Locle erst im Lauf des 14. Jahrhunderts. Bis 1592 gehörte Le Locle als Lehen zur Herrschaft Valangin. Weil den Siedlern relativ grosse Freiheiten gewährt wurden, liessen sich vor allem Leute aus dem Val de Ruz und aus dem Val de Travers nieder. Die Reformation wurde 1536 in der Gemeinde eingeführt. Zusammen mit der Herrschaft Valangin kam Le Locle 1592 unter die Oberhoheit der Grafschaft Neuenburg. Seit 1648 war Neuenburg Fürstentum und ab 1707 durch Personalunion mit dem Königreich Preussen verbunden.
Gegenüber La Chaux-de-Fonds und anderen Siedlungen der Umgebung profitierte Le Locle von der Wasserkraft des Flüsschens Bied und hatte deshalb selten unter Wasserknappheit zu leiden. Entlang dem Bachlauf entstanden schon früh die ersten Mühlen, Sägen und Schmieden. Im 17. Jahrhundert kam die in Heimarbeit verrichtete Spitzenklöppelei auf und führte zu einem ersten wirtschaftlichen Aufschwung der Gegend. 1806 wurde das Gebiet an Napoleon I. abgetreten und kam 1815 im Wiener Kongress an die Schweizerische Eidgenossenschaft. Missliebige wurden ins Exil getrieben, worauf Alphonse Bourquin für seine Führung des Neuenburger Aufstands von 1831 den höchsten Preis bezahlte und die Könige von Preussen bis zum Neuenburgerhandel 1857 formal Fürsten von Neuenburg blieben. 

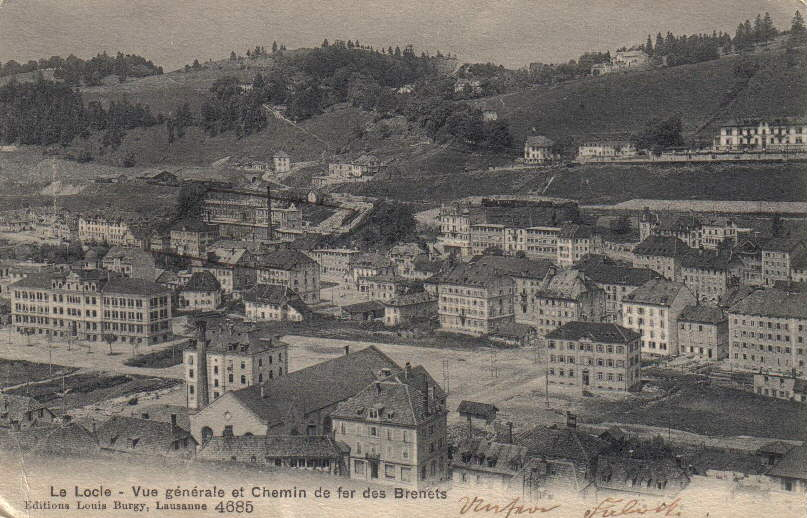
Ansichtskarte von Le Locle, 1907

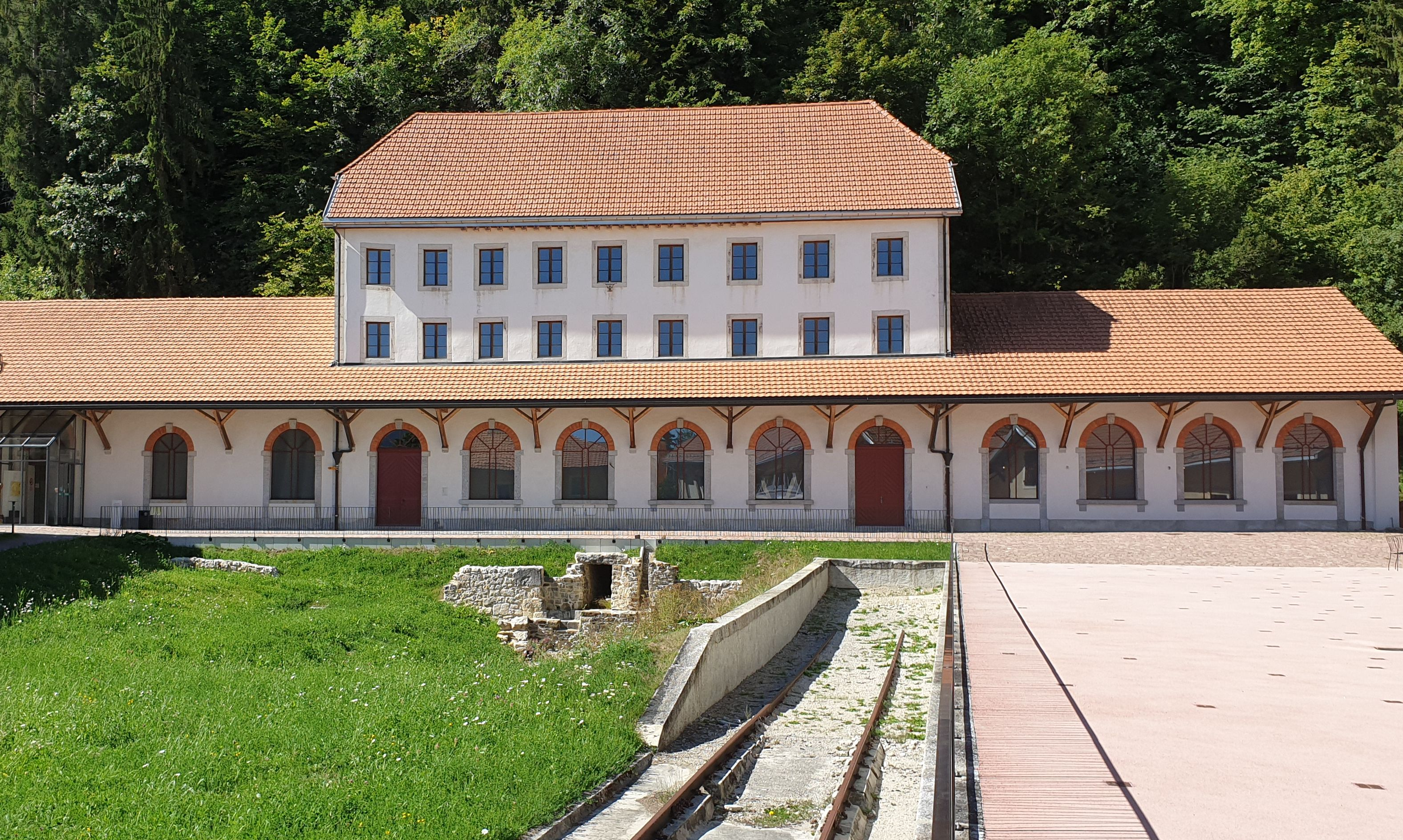
Höhlenmühlen von Le Locle

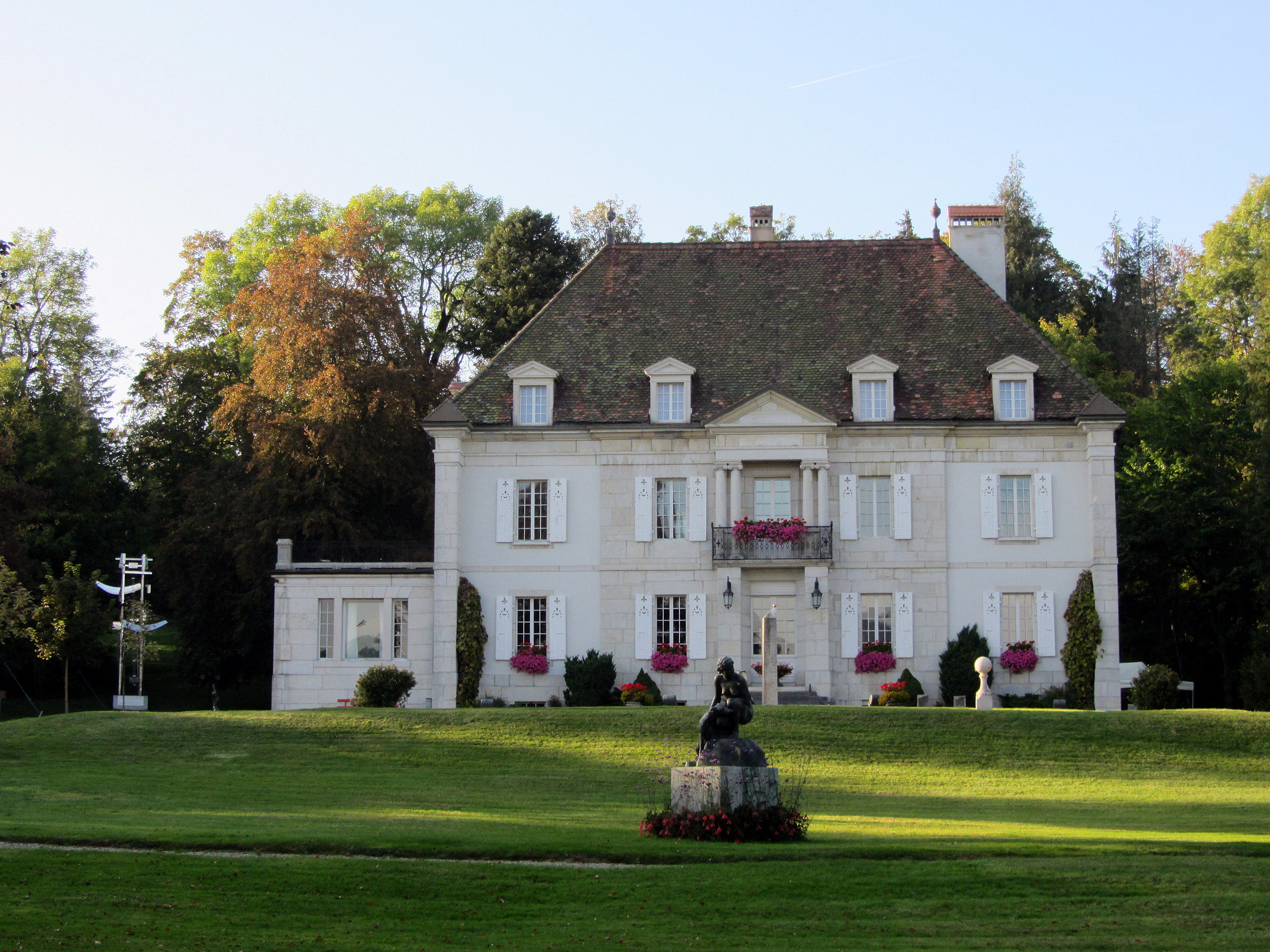
Musée d’Horlogerie du Locle in der Industriellenvilla Château des Monts

Die Uhr wurde nicht in Le Locle erfunden, ein Pferdehändler namens Peter brachte aber 1679 ein Exemplar aus London nach La Sagne, einer Nachbargemeinde Le Locles. Bald war diese Uhr defekt. Der dort geborene 15-jährige Schlosserlehrling Daniel JeanRichard (sic, 1664–1741) soll, so will es die Überlieferung, allein kraft seiner Beobachtungsgabe und logisch erlangten Verständnisses des Mechanik die Uhr wieder zum Laufen gebracht haben. Er begann mit der Produktion von Uhren und begründete auf diese Weise eine Industrie, die sich von Le Locle und unabhängig davon einige Zeit früher von Genf im Jurabogen ausbreitete.
Zunächst wurde auch die Uhrmacherei von den Bauernuhrmachern überwiegend in Heimarbeit verrichtet. Die Heimarbeiter lieferten die verschiedenen Uhrenbestandteile in ein Atelier, in dem sie zusammengesetzt wurden. Mit den neuen technischen Möglichkeiten entwickelte sich Le Locle Ende des 18. Jahrhunderts rasch zu einer Industriegemeinde. Es entstanden zahlreiche Fabriken. Anders als La Chaux-de-Fonds hatte Le Locle jedoch nur beschränkte Ausdehnungsmöglichkeiten, da es in einem engen Talkessel mit steilen Hängen und zudem noch vermoortem Talgrund lag. Nach 1800 blieb es deshalb in seiner wirtschaftlichen und Bevölkerungsentwicklung hinter La Chaux-de-Fonds zurück.
Le Locle brannte 1683, 1765 und 1833 nieder. Beim Wiederaufbau von 1833 diente La Chaux-de-Fonds als Vorbild. 
Henri-David Grandjean (1772–1845) nahm den Sohn Henri ins Uhrengeschäft auf. Pedro I., der Kaiser von Brasilien, soll bei ihm gekauft haben.  
Seit 1818 gab es eine Herrnhuter Sozietät. Die Freimaurerloge Les Vrais Frères Unis bestand seit 1774.
Hans Christian Andersen kam als Gast von Jules Frederik Jürgensen nach Le Locle. Im tiefen Schnee wurde er zum Märchen Die Schneekönigin inspiriert. Henri Grandjean (1803–1879), zurück aus Brasilien, beteiligte sich 1848 in der Neuenburger Revolution am Kampf gegen Preussen. Auguste Leuba aus Rio de Janeiro und er waren die beiden «Brasilianer» in der Provisorischen Regierung. Grandjean wurde Präfekt des Bezirks Le Locle. 
1888 folgte die Einweihung des Denkmals für Daniel JeanRichard an der heute nach ihm benannten Hauptstraße. Hauptfestredner war Bundesrat Numa Droz. Der einstige Graveur forderte an seinem Sockel: «Perfektionierung, Loyalität, Solidarität!».
Die Juraföderation (Fédération jurassienne) der Antiautoritären hatte in Le Locle 1873/74 einigen Rückhalt. Die Arbeiter hatten sich auch in der 1848 gegründeten Ortssektion des Grütlivereins organisiert, aus der die Sozialdemokratie hervorgehen sollte. 
Haupterwerbszweig war die blühende Uhrenindustrie. Neben der 1856 gegründeten Schokoladenfabrik Chocolat Klaus (heute in Morteau) oder der Chapellerie Angst, die zu Beginn des 20. Jahrhunderts in Le Locle Zylinder herstellte, und etwas Maschinenindustrie, war die Industrie einseitig auf Uhren und Zubehör ausgerichtet. Zur Selbsthilfe der Arbeiter im Alltag entstand die Genossenschaft Coopératives Réunies 1914 als Zusammenschluss aller seit 1905 bestehenden Genossenschaftsbetriebe. 

Die Schweiz im Zweiten Weltkrieg lieferte Waffen an die Nazis wie an die Alliierten. Die Gesellschaft Dixi stellte ihre Produktion 1942 ganz auf die deutsche Kriegswirtschaft um. Von 1970 bis 1978 waren zwischen 10 % und 25 % aller Arbeitsplätze in Le Locle mit französischen Grenzgängern besetzt. Die Stadt hatte unter der Quarzkrise der 1970er Jahre schwer zu leiden. Zahlreiche Betriebe der Uhrenherstellung mussten schliessen, was eine hohe Arbeitslosigkeit und schliesslich eine starke Abwanderung zur Folge hatte. Erst danach fand die Diversifizierung zu den heutigen Industriezweigen statt. Am 1. Januar 2021 wurde Les Brenets nach Le Locle eingemeindet, wodurch Le Locle ein neues Wappen erhielt.

Das Wappen von Les Brenets

## Stadtbild und Sehenswürdigkeiten

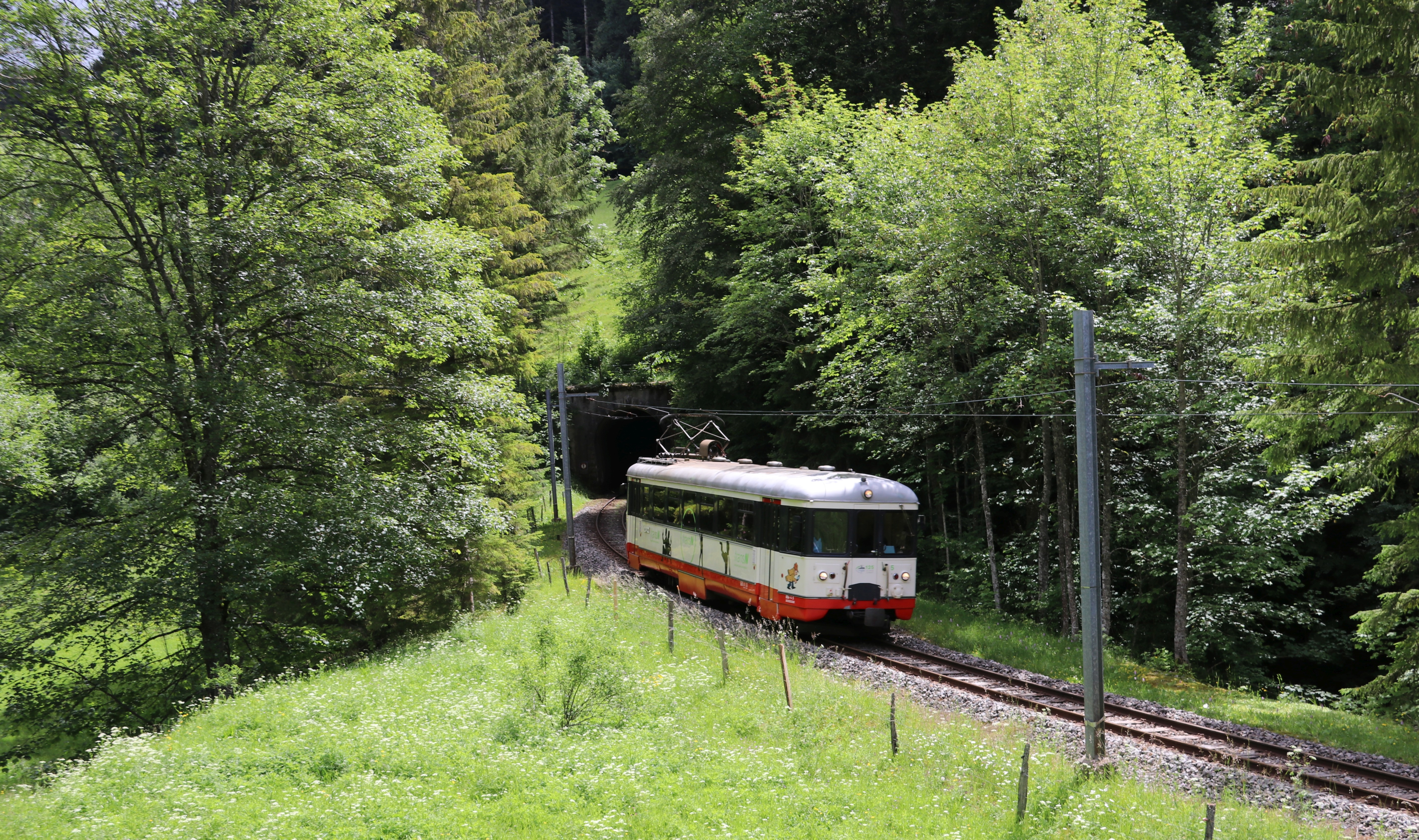
Die einspurige Bahnstrecke Le Locle–Les Brenets ist von der Einstellung bedroht

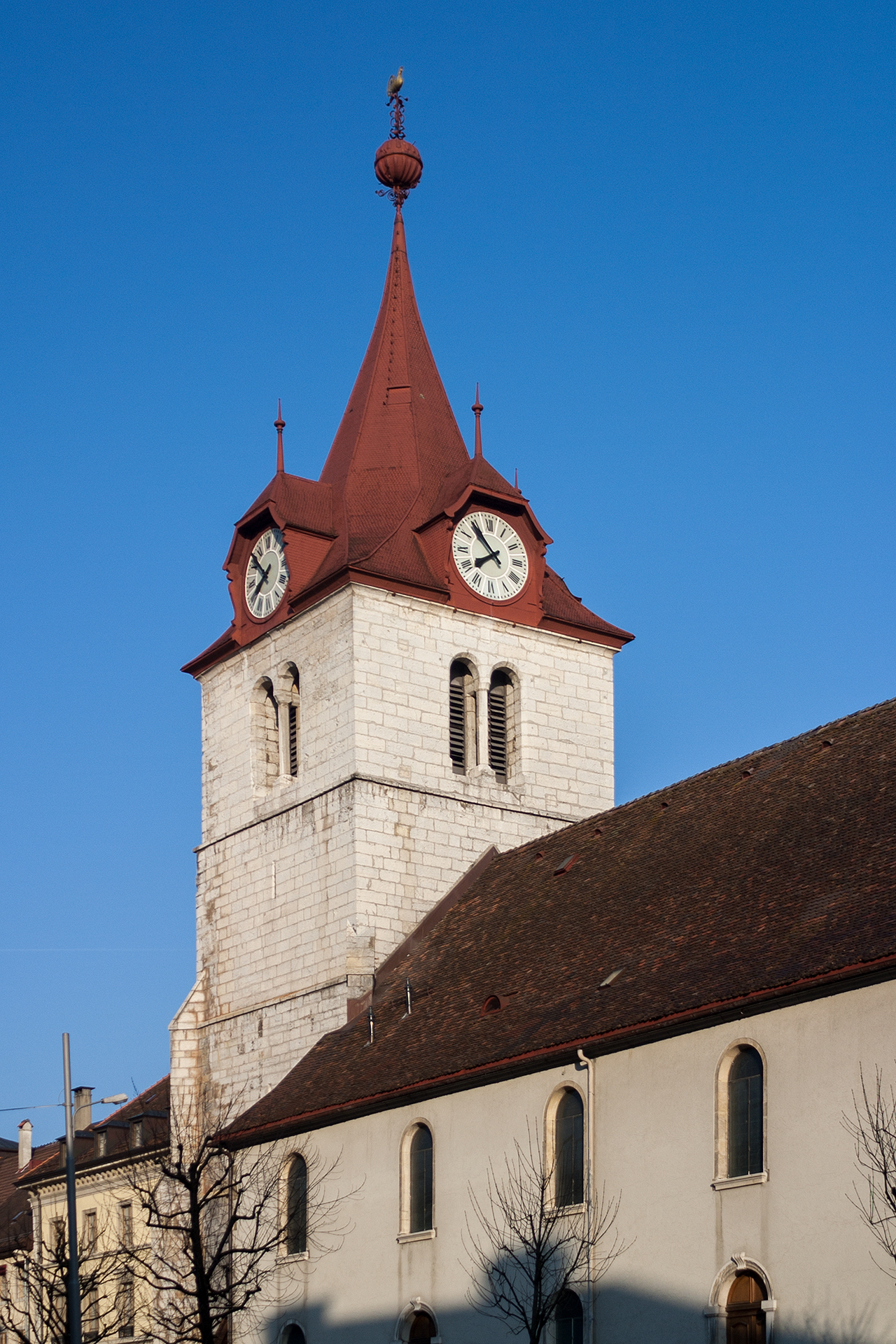
Reformierte Kirche

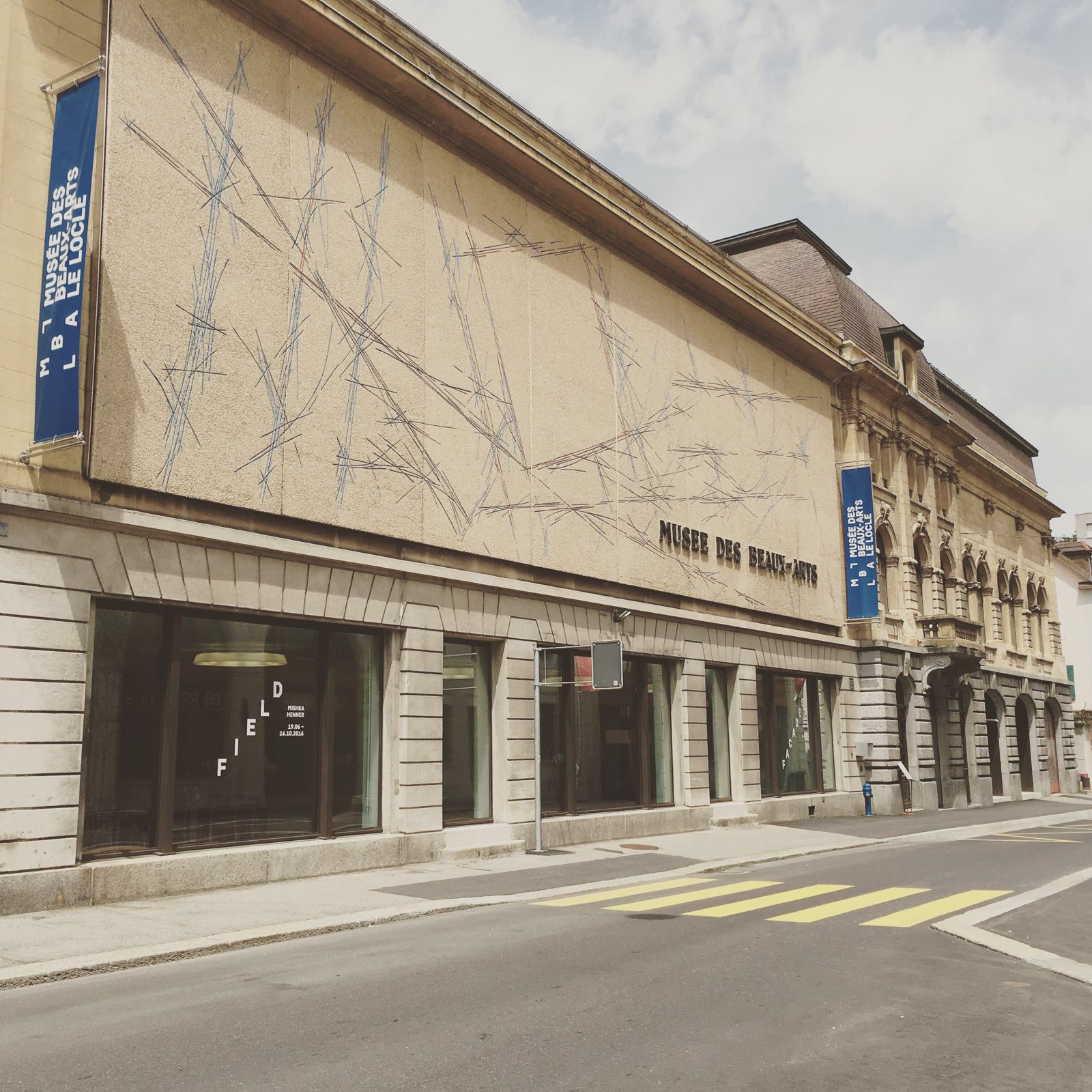
Musée des Beaux-Arts Le Locle

### Stadtbild
Das Stadtbild von Le Locle ist durch den von Charles-Henri Junod entworfenen Schachbrettgrundriss mit zahlreichen modernen Industrie-, Gewerbe- und Geschäftsbauten, Wohnblöcken und den typischen kubischen Mietshäusern aus dem 19. Jahrhundert geprägt (siehe Planstadt). 
Die Reformierte Kirche ist der Nachfolgebau der 1321 erwähnten Kapelle Sainte-Marie-Madeleine. Diese Kirche wurde von 1521 bis 1525 vergrössert und mit dem noch heute existierenden Frontturm versehen. Das heutige Kirchenschiff wurde Mitte des 18. Jahrhunderts neu erbaut. Erwähnenswert sind auch das ehemalige Rathaus (Hôtel de Ville), das 1839–1841 erstellt wurde und heute als Gerichtsgebäude dient, das Haus Du Bois (aus der zweiten Hälfte des 17. Jahrhunderts), eine 1912 von Le Corbusier erbaute Villa an der Côte des Billodes und das heutige Hôtel de Ville von 1914 bis 1918 im Stil der Neurenaissance. Ältestes erhaltenes Gebäude der Region ist das ehemalige Bauernhaus Bourdonnière, das 1587 errichtet wurde. 
Ende Juni 2009 wurde Le Locle – zusammen mit La Chaux-de-Fonds – zum UNESCO-Welterbe erklärt.

### Museen
In Le Locle gibt es drei Museen:
- Musée des Beaux-Arts (1880 gegründet) mit Bildern von Neuenburger und Schweizer Malern des 19. und 20. Jahrhunderts, Skulpturen, einer Graphiksammlung, einer Sammlung zur Eskimokunst und wechselnden Ausstellungen
- Musée d’Horlogerie du Locle (Uhrenmuseum) mit Automaten und Uhren aus dem 16. bis 19. Jahrhundert sowie Neuenburger Pendülen. Das Museum befindet sich im Herrenhaus Château des Monts, das von 1785 bis 1790 erbaut wurde.[26][27]
- Musée des moulins souterrains du Col des Roches (teilweise wiederaufgebaute Wasserräder, die Höhlenmühlen von Le Locle am Col des Roches)

## Persönlichkeiten
- Albert Calame (1866–1939) – Politiker
- Marie-Anne Calame (1775–1834) – Philanthropin
- Bernard Challandes (* 1951) – Fussballtrainer
- Simone Eberhard (* 1922) – Schriftstellerin
- Marguerite Evard (1880–1950), – Feministin und Lehrerin
- Pierre Favre (* 1937) – Jazzschlagzeuger
- Abraham Girardet (1764–1823) – Kupferstecher und Kupferstichzeichner
- Charles Girardet (1780–1863) – Zeichner, Lithograph und Kupferstecher
- Karl Girardet (1813–1871) – Maler
- Jean-Marie Grezet (* 1959) – Radrennfahrer
- Louis-Aimé Grosclaude (1784–1869) – Genre- und Porträtmaler
- Elisabeth Huguenin (1885–1970) – Pädagogin, Autorin und Feministin
- Auguste Jaccard (1833–1895) – Geologe und Paläontologe
- Marie Jeanneret (1836–1884), Serienmörderin
- André Jeanquartier (* 1941) – Jazzpianist
- Fritz Ulysse Landry (1842–1927) – Bildhauer, Medailleur, Münzgestalter und Maler
- Lucien Lesna (1863–1932) – Radsportler
- Auguste Leuba (1846–1884) – Ingenieur und Neuenburger Stände- sowie Nationalrat
- Jaqueline Lozeron (1910–1957) – Historikerin
- Francis Matthey (1942–2025) – Politiker
- Lucrezia Meier-Schatz (* 1952) – Politikerin
- Philippe Henri Menoud (1905–1973) – evangelischer Geistlicher und Hochschullehrer
- Dominique Othenin-Girard (* 1958) – Filmregisseur
- Joel Pereira (* 1996) – Fussballtorhüter
- Henri Louis Pernod (1776–1851) – Gründer einer Absinth-Destillerie
- Jacques-Louis de Pourtalès (1722–1814), Ehrenbürger
- Denis de la Reussille (* 1960) – Politiker, Nationalrat, Stadtpräsident Le Locle
- Henri Rheinwald (1884–1968) – Radrennfahrer
- Ludwig Rinderer (1876–1941) – österreichischer Politiker
- Marthe Robert (1888–1973) – Pionierin im Frauenschwimmsport
- Jean-Pierre Schmid (1920–1977) – Maler, Zeichner, Lithograf und Glasmaler
- Pierre Siegenthaler (* 1945) – Schauspieler
- Alain Simon (* 1941) – Bildender Künstler und Kunstlehrer
- René Stulz (* 1952) – Wirtschaftswissenschaftler
- Oscar Tschirky (1866–1950) – Maître d’hôtel im Hotel Waldorf-Astoria
- Charles de Voumard (1761–1841) – Oberst, Prinzenerzieher und Hofmarschall in Hohenzollern-Sigmaringen
- Napoleon Washington (1972–2015) – Blues-Musiker